# Cosmorama
Cosmorama é um município brasileiro do estado de São Paulo. Sua população estimada em 2024 pelo IBGE era de 8.968 habitantes. O município é formado somente pelo distrito sede, que inclui o povoado de Vila Nova.

## História

### Origem
A cidade de Cosmorama foi fundada em 10 de outubro de 1931. O Coronel Militão Alves Monteiro fundou o patrimônio denominado Santa Helena, na linha tronco que partia de Tanabi, nas proximidades do córrego do Cavalinho.
Com o tempo, verificou-se que o povoado não estava bem localizado para a instalação de uma máquina para beneficiamento de café. O Coronel Militão e Antônio Cândido Borges escolheram um novo local, em torno da já existente "Venda do Tatiano", em terras de Cândido Borges, onde o agrimensor Germano Robach demarcou a área em quarteirões e datas, como era de praxe.
A demarcação é concluída em 10 de outubro de 1931, tendo como limitantes externos Manoel Inácio Pimenta e Militão Alves Monteiro, os quais também começaram a vender lotes e retalhar suas propriedades, expandindo o patrimônio.
Para a escolha do nome do patrimônio foi incumbido Sebastião Almeida Oliveira, o qual considerando a posição geográfica do local, sugeriu o nome de "Cosmorama", "vista do mundo" em grego (do grego kosmos, mundo, e orama, vista).

### Formação territorial-administrativa
Histórico da formação do município:
- Distrito criado pela Lei n° 2.659 de 09/09/1936, com sede na povoação de Cosmorama, formado com parte do território do distrito sede de Tanabi, e com o distrito policial de Piassava (atual Santo Antônio do Viradouro), este transferido do distrito de Vila Monteiro (atual Álvares Florence).[9][10]

Quando o distrito de Cosmorama foi criado, possuía uma vasta área territorial, abrangendo toda a vertente direita do Rio São José dos Dourados até as barrancas do Rio Paraná e do Rio Grande.

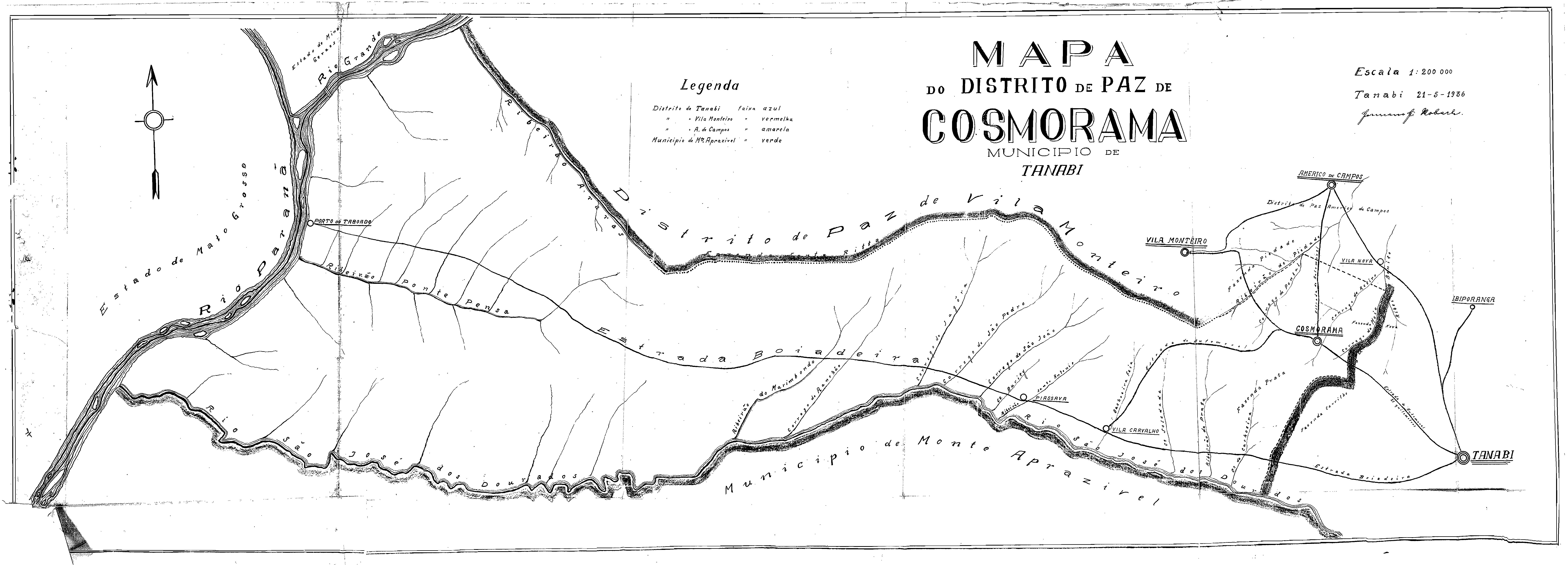
Mapa do distrito de Cosmorama em 1936, mostrando a sua grande extensão territorial.

- Pelo Decreto nº 8.478 de 16/08/1937 foi criado o distrito policial de Cosmorama com as mesmas divisas com que o foi o distrito de paz,[11] ao mesmo tempo em que pelo Decreto nº 8.479 da mesma data foi extinto o distrito policial de Piassava, incorporado ao de Cosmorama.[12].
- Pelo Decreto n° 9.775 de 30/11/1938 perdeu grande parte de sua área territorial na criação do município de Pereira Barreto.[13]
- Pelo Decreto-Lei n° 14.334 de 30/11/1944 perdeu outra parte de sua área territorial, incluindo o povoado de Santo Antônio do Viradouro, na criação dos municípios de Votuporanga e Fernandópolis.[14]
- Município criado pela Lei n° 233 de 24/12/1948, emancipando-se do município de Tanabi. Instalado em 01/01/1949.[15]

## Geografia
Localiza-se a uma latitude 20º28'40" sul e a uma longitude 49º46'40" oeste, estando a uma altitude de 540 metros.

### Hidrografia
- Rio São José dos Dourados
- Rio Preto
- Ribeirão da Piedade
- Ribeirão Bonito

### Rodovias
- SP-320

## Demografia

### População
| Crescimento populacional                             | Crescimento populacional | Crescimento populacional | Crescimento populacional |
| Ano                                                  | População Total          |                          | %±                       |
| ---------------------------------------------------- | ------------------------ | ------------------------ | ------------------------ |
| 1950                                                 | 10 591                   |                          | —                        |
| 1958                                                 | 7 967                    |                          | −24,8%                   |
| 1960                                                 | 10 893                   |                          | 36,7%                    |
| 1970                                                 | 10 231                   |                          | −6,1%                    |
| 1980                                                 | 8 638                    |                          | −15,6%                   |
| 1991                                                 | 7 830                    |                          | −9,4%                    |
| 2000                                                 | 7 372                    |                          | −5,8%                    |
| 2010                                                 | 7 214                    |                          | −2,1%                    |
| 2022                                                 | 8 719                    |                          | 20,9%                    |
| Est. 2024                                            | 8 968                    | [ 16 ]                   | 2,9%                     |
| Fontes: Censos Demográficos IBGE e Estimativas SEADE |                          |                          |                          |

### Dados demográficos
Dados do Censo - 2010
População Total: 7.214
- Urbana: 4.945
- Rural: 2.269
- Homens: 3.652[21]
- Mulheres: 3.562

Densidade demográfica (hab./km²): 16,25
Dados do Censo - 2000
Mortalidade infantil até 1 ano (por mil): 19,72
Expectativa de vida (anos): 69,29
Taxa de fecundidade (filhos por mulher): 2,39
Taxa de Alfabetização: 86,12%
Índice de Desenvolvimento Humano (IDH-M): 0,755
- IDH-M Renda: 0,684
- IDH-M Longevidade: 0,738
- IDH-M Educação: 0,844

(Fonte: IPEADATA)

## Política e administração
- Prefeito: Luis Fernando Gonçalves (Bigo) (2017/2024)[22]
- Vice-prefeito: Nelson Narciso da Silveira Junior (Juninho) (2017/2024)

## Infraestrutura

### Comunicações
O sistema de telefones automáticos foi inaugurado na cidade em 1977 pela Telecomunicações de São Paulo (TELESP), que também implantou o sistema de discagem direta à distância (DDD) em 1986 com o código de área (0174). Anteriormente a cidade era atendida pela Companhia de Telecomunicações do Estado de São Paulo (COTESP).
Na década de 90 o código DDD da cidade foi alterado para (017), para padronização do sistema telefônico com a telefonia celular que estava sendo implantada em todo o estado.

## Cultura e lazer

### Esportes
Criado nos anos 60, o Clube Atlético Cosmorama (CAC), que tem suas cores em branco e grená, é a principal equipe de futebol da cidade, tendo ganhado vários campeonatos amadores do interior de São Paulo nas décadas de 70, 80 e 90.
Também fez parte dos anais da história futebolística de Cosmorama,entre os anos de 1972 a 1975 um grupo de jovens, liderados pelo seu Presidente e Treinador Mauro Ferreira Bonfim, as equipes Infantil e Juvenil do DEC - Dínamo Esporte Clube, que conquistou vários títulos e troféus regionais, devido ao talento de seus jogadores, os quais até hoje, são merecedores de lembranças agradáveis.

## Pessoas ilustres
- Luiz Marinho - político e sindicalista

## Religião
O Cristianismo se faz presente na cidade da seguinte forma:

### Igreja Católica
- A igreja faz parte da Diocese de Votuporanga.[27]

### Igrejas Evangélicas
Entre as igrejas protestantes históricas, pentecostais e neopentecostais, encontram-se na cidade:
- Assembleia de Deus Ministério do Belém.[30][31]
- Congregação Cristã no Brasil.[32]